# Dunlop Sport

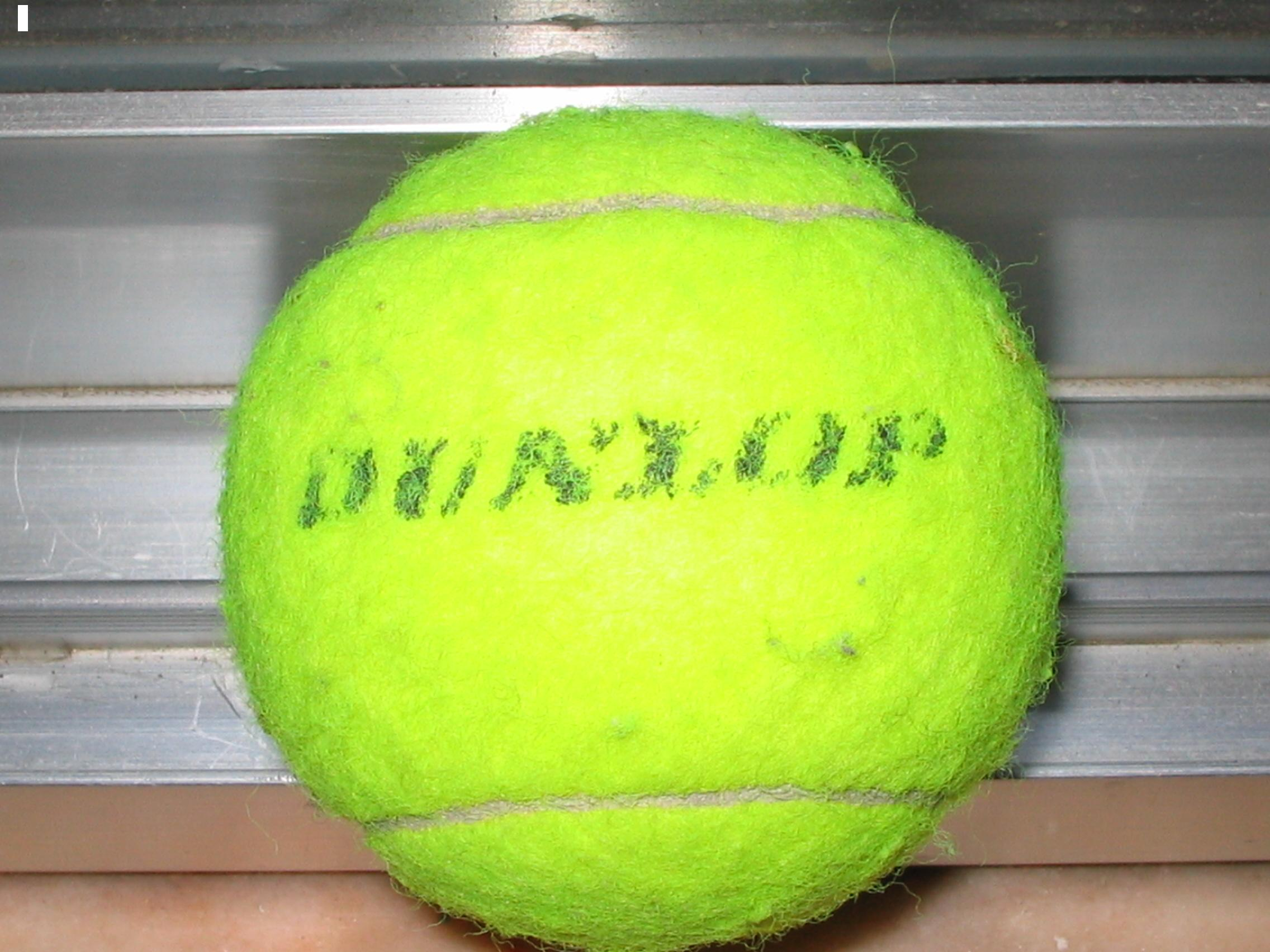
Dunlops logotyp

Dunlop Sport är ett multinationellt företag baserat i Storbritannien som tillverkar och marknadsför sportutrustning med märkesnamnet Dunlop för i första hand tennis, squash, golf, padel och racquetball, men också kläder och reseutrustning. Vid Grand Slam-turneringen Franska öppna används tennisbollar från Dunlop Sport.  
Dunlop var ursprungligen märkesbeteckning på gummidäck som producerades av Dunlop Pneumatic Tyre Company, i slutet av 1800-talet grundad av John Boyd Dunlop. Företaget har sedermera delats upp i ett tiotal fristående företag (inkluderande Dunlop Sport) som förutom sportutrustningar producerar bland annat bildäck, däck till flygplan, bränsletankar, gummislangar, PVC-golv, skor och stövlar med märkesnamnet Dunlop.  
Dunlop Sport slogs 1959 samman med Slazenger, även det ett brittiskt företag med anor från 1880-talet som tillverkar sportutrustning. Båda märkesnamnen finns kvar, bland annat för tennisracketar och tennisbollar, men företaget drivs sedan 2004 av det brittiska Sports Direct International. Tennisracketar av märkena Dunlop och Slazenger var bland de allra populäraste under träracketeran från slutet av andra världskriget till början av 1980-talet (se också artikeln Tennisracket). 
Bland kända tennisspelare som använt eller använder Dunlop-racketar märks Fernando Verdasco, Nikolaj Davydenko, Jürgen Melzer, Rod Laver, John McEnroe, Jamie Murray, svensken Ulf Schmidt samt vinnaren av Australiska öppna 2002, Thomas Johansson.